# Маканська мова
Мака́нська мова або мака́о, патуа́ («Macaense, Macao Creole Portuguese, Makista, Patuá») — креольська мова, яка походить насамперед з кантонської, малайської, португальської, сингальської мов. Маканською розмовляє маканське співтовариство Макао. Зараз розмовляють лише декілька родин у Макао та маканська діаспора.
Мова також має назву «Papia Cristam di Macau» («християнська говірка Макао»). Поетичний перифраз маканської — «Dóci Língu di Macau» («солодка мова макао») та «Doci Papiaçam» («солодкий гомін»). В португальській мові маканська називається Macaense, Macaista Chapado («чиста маканська») або «Patuá» (від франц. «patois» — говірка).

## Приклад
Вірш маканською мовою
| маканська мова    | португальський переклад | дослівний український переклад   |
| ----------------- | ----------------------- | -------------------------------- |
| Nhonha na jinela  | Uma senhora à janela    | Пані біля вікна                  |
| Co fula mogarim   | Com uma flor de jasmim  | З квіткою жасмину                |
| Sua mae tancarera | Sua mãe é tancareira    | Її мати китайська рибачка        |
| Seu pai canarim   | O seu pai é canarim     | Її батько португальський індієць |